# Urawa Komaba Stadium
Urawa Komaba Stadium – wielofunkcyjny stadion w Saitamie, w Japonii. Został otwarty 9 września 1967 roku. Może pomieścić 21 500 widzów.
Stadion został otwarty 9 września 1967 roku. Początkowo obiekt posiadał tylko jedną trybunę, mogącą pomieścić 5000 widzów. W 1982 roku oddano do użytku drugą, przeciwległą trybunę, zwiększając pojemność do 8800 widzów. Na początku lat 90. XX wieku na stadion wprowadziła się drużyna piłkarska Urawa Red Diamonds, w związku z czym obiekt po raz kolejny rozbudowano, najpierw do pojemności 10 000 widzów, a następnie 21 500 widzów (prace ukończono w sierpniu 1995 roku). Na początku XXI wieku zespół przeniósł się na nowy Stadion Saitama, ale stary obiekt wciąż pozostaje w użyciu klubu, który okazyjnie rozgrywa na nim jeszcze swoje spotkania, grają na nim też piłkarki sekcji kobiecej. W 2012 roku na stadionie rozegrano sześć spotkań fazy grupowej oraz dwa ćwierćfinały w ramach mistrzostw świata w piłce nożnej kobiet do lat 20.